# Стеклянница тополёвая большая
Стеклянница тополёвая большая (лат. Sesia apiformis) — бабочка из семейства стеклянниц. Легко определяется по жёлтой окраске головы и чёрно-коричневой груди с двумя пятнами возле крыльев. Взрослые особи появляются в июне и июле. Встретить их можно сидящими на стволах, ближе к полудню.

## Описание
Размах крыльев достигает 45 мм. У стеклянницы большой тополёвой крылья прозрачные с коричневым окаймлением. Голова жёлтая, грудь чёрно-коричневая, перед крыльями со стороны головы два жёлтых пятна. Первый и четвёртый сегменты тёмно-синие, почти чёрные, задние края остальных сегментов сине-чёрного или коричневого цвета.
Отличить самку от самца можно по форме окончания брюшка и структуре сегментов усиков, которые у самца ясно пиловидные. Гусеница светлая, бело-желтая с тёмной, иногда незаметной полосой на спине. Гусеница последней стадии достигает в длину 25 мм.

## Распространение и местообитания

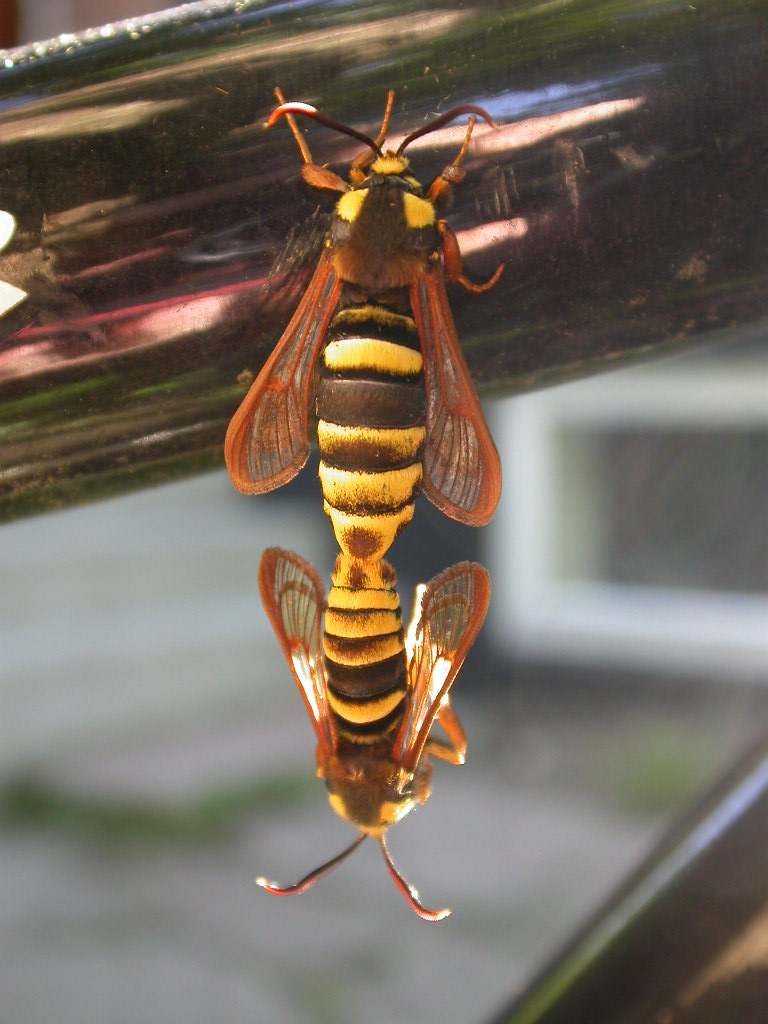

Широко распространена по всей территории Европы, за исключением самого севера, а также на территории бывшего СССР, включая Крым и Кавказ, а также в лесной зоне и лесостепи Сибири, Урала, Алтая, в горах Средней Азии, в Передней Азии и Северной Америке.

### Питание
Гусеницы стеклянницы тополёвой большой чаще живут и питаются в древесине тополя чёрного (Populus nigra) и других видов тополей. Реже повреждают иву, березу, липу, ясень.

## Заметки
1. 1 2  Hornet Moth Sesia apiformis Clerck, 1759. Дата обращения: 16 октября 2009. Архивировано 2 октября 2009 года.
2. ↑  Стриганова Б. Р., Захаров А. А. Пятиязычный словарь названий животных: Насекомые. Латинский, русский, английский, немецкий, французский / под ред. д-ра биол. наук, проф. Б. Р. Стригановой. — М.: РУССО, 2000. — С. 198. — 1060 экз. — ISBN 5-88721-162-8.
3. 1 2 3 4  Экологический центр «Экосистема» Архивная копия от 11 июня 2010 на Wayback Machine Стеклянница большая тополевая — Aegeria apiformis (Сl.)
4. 1 2  Your guide to the moths Great Britain amd Ireland Архивная копия от 4 июля 2011 на Wayback Machine 370 Hornet Moth Sesia apiformis